# 光頭鮋
光頭鮋，為輻鰭魚綱鮋形目鮋亞目鮋科的其中一種，為熱帶海水魚，分布於西大西洋加拿大至巴西海域，棲息深度212-216公尺，體長可達13公分，棲息在泥底質底層水域，生活習性不明。